# 岩崎将史
岩崎 将史（いわさき まさふみ 1973年4月22日 -）は、日本の作曲家・編曲家、音楽プロデューサー、サウンドクリエイター、サウンドエンジニア。
千葉県船橋市にて生まれ、幼少期を千葉県成田市にて過ごす。
音楽制作会社フルハウスの代表取締役、及び名古屋音楽大学音楽ビジネスコース講師を務める。

## 略歴・人物
1983年、両親の転勤により愛知県名古屋市に転居。
1992年、名古屋音楽大学作曲学科入学、1996年同大学を卒業
在学中より音楽出版社、レコード会社のオーディションを通して作曲、編曲、DTM、レコーディング・ディレクションなどの業務を受託、大学卒業と同時にフリーランス・サウンドクリエイターとしての活動に専念する。
1997年より専門学校名古屋ビジュアルアーツの音響芸術学科サウンドクリエイターコース（旧コンピュータ・ミュージックコース）にて非常勤を務め、2002年を以て退任。
2001年、起業し株式会社フルハウスを設立。代表取締役に就任。
2008年、名古屋音楽大学「音楽ビジネスコース」に就任。
HAL名古屋校「ミュージック学科」の非常勤講師に就任、2013年に退任。
松崎しげるが所属するオフィスウォーカーとプロデューサー契約を結ぶ。

## 主な業歴
- 中日ドラゴンズの応援歌、燃えよドラゴンズ!の2011年連覇記念盤の編曲を担当、水木一郎の歌唱する同曲のレコーディングはフルハウスにて行われた[2]。
- 「ナガシマスパーランド」の音楽担当。全エリアのBGM・アトラクションのBGMを手掛ける。
- アコースティックフォークデュオ「うたまろ」の編曲・音楽プロデューサーを務める。
- Lady Note from OS☆U の編曲、ピアノ、レコーディング、ミキシングなどを担当。
- NHK-FM「FMトワイライト」の4時間生放送年末スペシャルの音楽監督、バンドマスターを5年間努め、ピアニスト、キーボディストとしても出演。
- テレビ東京系6局ネット「フォーエバーグリーンコンサート」音楽監督・宮川泰の下で全編曲。
- FM愛知ラジオミュージカル「本能寺が燃える」の補編曲・レコーディング・ディレクションなどを担当。同番組はギャラクシー賞、JFN大賞を受賞。
- 佐藤実絵子の編曲・サウンドプロデュース、バンドマスターなどを務める。
- SKE48の1期・2期のレコーディングをフルハウスにて担当
- 民謡歌手・剣持雄介のCD「謡-Uta-」のレコーディング・音楽プロデューサーを務める。

## 主な作品
燃えよドラゴンズ! 2011年連覇記念盤
編曲・レコーディング・ミキシング・マスタリング
ナガシマスパーランド
作曲・編曲・サウンドプロデュース
全エリアBGM,アクロバット,スチールドラゴン2000,4D嵐ARASHI,サーキット2000
うたまろ
編曲・サウンドプロデュース
シングル
- 1st せつない / 初恋　（2004年11月15日発売）

1. せつない
2. 初恋

- 2nd 和らかな日々(やわらかなひび)　（2005年6月1日発売）

1. 和らかな日々
2. 東京
3. 和らかな日々～Original Instrumental～
4. 東京～Original Instrumental～

- 3rd  いつかは笑ってうたえる悲しい歌　（2006年1月18日発売）

1. いつかは笑ってうたえる悲しい歌
2. day by day(Live Version)
3. いつかは笑ってうたえる悲しい歌～Original Instrumental～
4. うたまろからのメッセージ(初回のみ)

メジャー・デビュー・シングル
- 4th　陽炎　（2006年6月14日発売）

1. 陽炎
2. 1つ2つ3つ4つ
3. 陽炎～Original Instrumental～
4. 1つ2つ3つ4つ～Original Instrumental～

メジャー第2弾。
｢1つ2つ3つ4つ｣は三重テレビ「2006・2007年夏の高校野球三重県予選中継」OP/EDソング。
- 5th 風と街　（2008年9月3日発売）

1. 風と街
2. 有休ドライブ
3. あの日の君へ

2年3ヵ月ぶりの発売。
- 6th  くれる?　（2009年8月5日発売）

1. くれる？
2. DOOR
3. チョコレート (bonus track)

- 7th  The Beautiful　（2012年9月26日発売）

1. The Beautiful
2. カレイドスコープ
3. 真夜中ライダー
4. ココロ

アルバム
- 1stアルバム｢Tea Time｣(2008年4月9日発売)　全11曲

1. 君と僕とカゲとユメ 「秘密のケンミンSHOW」エンディングテーマ
2. おぼろ月の君へ
3. カメレオン
4. いつかは笑ってうたえる悲しい歌 ～Album Version～
5. みつめていて。
6. テヲツナイデ
7. すみれ手紙
8. 1つ2つ3つ4つ ～Album Version～
9. 手のひらに
10. キリン煙突
11. コーヒーをブラックで

- 2ndアルバム｢Slow Time｣(2009年10月21日発売)　全12曲

1. 『ラブソングが出来るまで』
2. ツギハギの嘘
3. 長い旅
4. day by day
5. 有休ドライブ
6. いとし
7. DOOR
8. MY BEST
9. 風と街
10. くれる?
11. 風花の唄
12. おやすみ

- 3rdアルバム｢Best Time｣(2013年5月8日発売)　全13曲+DVD全4曲

Disc.1
1. Lily (2013 新録)
2. くれる?
3. カメレオン
4. いつかは笑ってうたえる悲しい歌
5. みつめていて。
6. 『ラブソングが出来るまで』
7. 世界が僕に驚く日
8. 陽炎
9. The Beautiful
10. MY BEST
11. 1つ2つ3つ4つ
12. ツギハギの嘘
13. 和らかな日々 (2013 新録)

Disc.2(DVD)
1. おぼろ月の君へ
2. 風と街
3. くれる?
4. コンサートツアー2012「The Beautiful」ダイジェスト映像

- 4thアルバム｢U to U｣(2015年5月9日発売)　全11曲

1. 約束の唄
2. ノーフィン
3. letter to cake
4. メリーゴーランド
5. 待つばかり
6. 偏り男
7. 7月キミ日和り
8. ラブレター
9. りとる
10. 誰のせいだ?
11. 軌跡

山下洋輔＋森山威男
マスタリング
Lady Note from OS☆U
編曲・ピアノ・レコーディング・ミキシング
1. Come on!! Lady Note!!!!
2. 愛してジャジー feat.高木里代子
3. Like a Vampire
4. Butterfly Dance
5. 恋せよ乙女!!!
6. 愛してジャジー feat.高木里代子 (Instrumental)
7. Monster Beat のように! (Bonus Track)